# Argalasti
Argalasti (gr. Αργαλαστή) – miejscowość w Grecji, w administracji zdecentralizowanej Tesalia-Grecja Środkowa, w regionie Tesalia, w jednostce regionalnej Magnezja. Siedziba gminy Notio Pilio. W 2011 roku liczyła 1321 mieszkańców.
Większość mieszkańców jest zatrudniona w sektorze turystycznym, głównie dzięki popularności miejscowości jako punktu postojowego dla wypraw na okoliczne plaże lub wyspy Morza Egejskiego. Miasto posiada m.in. szkoły, gimnazja, licea, banki, budynek poczty głównej oraz centralny plac miasta.

## Historia
Argalasti zostało założone w starożytności, z tego okresu pochodzą również najstarsze budowle miasta. W miejscowości znajdują się także: klasztor prawosławny, kościół pw. św. Piotra i Pawła zbudowany w 1886 roku oraz marmurowa wieża zegarowa pochodzącą z roku 1913.

## Historyczna populacja miasta
| Rok  | Populacja | Zmiana      | Populacja gminy |  |
| ---- | --------- | ----------- | --------------- |  |
| 1981 | 2,016 -   | -           |                 |  |
| 1991 | 1,393     | -623/30.90% | 2,415           |  |
| 2001 | 1,312     | -           | 2,148           |  |